# Chauvirey-le-Châtel
Chauvirey-le-Châtel ist eine Gemeinde im französischen Département Haute-Saône in der Region Bourgogne-Franche-Comté.

## Geographie
Chauvirey-le-Châtel liegt auf einer Höhe von 265 m über dem Meeresspiegel, zweieinhalb Kilometer südlich von Vitrey-sur-Mance und etwa 35 Kilometer westnordwestlich der Stadt Vesoul (Luftlinie). Das Dorf erstreckt sich im nordwestlichen Teil des Départements, leicht erhöht über der Einmündung des Ruisseau du Moivre in die Ougeotte, in den östlichen Ausläufern des Plateaus von Langres.
Die Fläche des 11,76 km²  großen Gemeindegebiets umfasst einen Abschnitt des Plateaus von Langres westlich des oberen Saônetals. Von Westen nach Osten wird das Gebiet vom Tal der Ougeotte durchquert, die für die Entwässerung zur Saône sorgt. Die flache Talaue ist meist weniger als 500 Meter breit und liegt durchschnittlich auf 250 m. Flankiert wird das Tal auf beiden Seiten von den Höhen, welche die östlichen Ausläufer des Plateaus von Langres bilden. Diese werden untergliedert durch die Taleinschnitte verschiedener Seitenbäche der Ougeotte: Von Norden münden der Ruisseau du Moivre und der Ruisseau le Saupiquet (östliche Grenze).
Nördlich des Ougeotte-Tals reicht der Gemeindeboden auf eine überwiegend landwirtschaftlich genutzte Hochfläche (bis 320 m). Südlich des Tales steigt der Hang zur Hochfläche von La Quarte an. Diese ist mehrheitlich bewaldet. Im Bois de l’Hourie wird mit 372 m die höchste Erhebung von Chauvirey-le-Châtel erreicht. Mit einem schmalen Zipfel erstreckt sich das Gemeindeareal nach Südosten auf den Charaumont (317 m). In geologisch-tektonischer Hinsicht bestehen diese Höhen aus einer Wechsellagerung von sandig-mergeligen und kalkigen Sedimenten, die zur Hauptsache während der Lias (Unterjura) abgelagert wurden.
Nachbargemeinden von Chauvirey-le-Châtel sind Vitrey-sur-Mance im Norden, Montigny-lès-Cherlieu im Osten, Chauvirey-le-Vieil, Cintrey und La Rochelle im Süden sowie La Quarte und Ouge im Westen.

## Geschichte
Überreste aus gallorömischer Zeit weisen auf eine sehr frühe Besiedlung des Gebietes hin. Im Mittelalter gehörte das Dorf zur Freigrafschaft Burgund und darin zum Gebiet des Bailliage d’Amont. Die Existenz der Adelsfamilie von Chauvirey ist seit dem 11. Jahrhundert belegt. Im 14. Jahrhundert wurde die Herrschaft geteilt in Châtel-Dessous und Châtel-Dessus. Da die Adelsfamilie in der Folge erlosch, erfuhren die Herrschaften verschiedene Besitzerwechsel. Zusammen mit der Franche-Comté gelangte Chauvirey-le-Châtel mit dem Frieden von Nimwegen 1678 definitiv an Frankreich. Zu einer Gebietsveränderung kam es im Jahr 1808, als Chauvirey-le-Châtel und Chauvirey-le-Vieil zur Gemeinde Chauvirey-le-Châtel-et-Chauvirey-le-Vieil fusionierten. Seit 1845 bilden jedoch beide Ortschaften wieder eigenständige Gemeinden. Heute ist Chauvirey-le-Châtel Mitglied des 17 Ortschaften umfassenden Gemeindeverbandes Communauté de communes du Pays Jusséen.

## Sehenswürdigkeiten
Die gotische Kirche Nativité Notre-Dame stammt aus dem 14. Jahrhundert und wurde im 18. Jahrhundert teilweise neu erbaut. Zur wertvollen Ausstattung gehören Grabplatten des 15. und 16. Jahrhunderts, ein reich skulptierter Holzaltar aus dem 17. Jahrhundert und Mobiliar aus dem 18. Jahrhundert.
Überreste der beiden Schlösser sind vorhanden: Das Château Dessus wurde im 19. Jahrhundert zerstört. Das Château Dessous wurde im 17. Jahrhundert neu errichtet und später in einen Landwirtschaftsbetrieb umgewandelt. Die Schlosskapelle des Château Dessous, die Kapelle Saint-Hubert, wurde 1484 für den Olifant des heiligen Hubert erbaut und ist heute als Monument historique klassiert. Sie beherbergt einen Altar aus dem 15. Jahrhundert. Ein kleines Museum zeigt eine Ausstellung über die Lokalgeschichte.

## Bevölkerung
| Jahr                       | 1962 | 1968 | 1975 | 1982 | 1990 | 1999 | 2006 |
| Einwohner                  | 213  | 182  | 200  | 194  | 150  | 149  | 127  |
| Quellen: Cassini und INSEE |      |      |      |      |      |      |      |

Mit 114 Einwohnern (1. Januar 2022) gehört Chauvirey-le-Châtel zu den kleinen Gemeinden des Département Haute-Saône. Während des gesamten 20. Jahrhunderts nahm die Einwohnerzahl kontinuierlich ab (1881 wurden noch 400 Personen gezählt).

## Wirtschaft und Infrastruktur
Chauvirey-le-Châtel war bis weit ins 20. Jahrhundert hinein ein vorwiegend durch die Landwirtschaft (Ackerbau, Obstbau und Viehzucht) und die Forstwirtschaft geprägtes Dorf. Heute gibt es einige Betriebe des lokalen Kleingewerbes, darunter eine Sägerei. In den letzten Jahrzehnten hat sich das Dorf zu einer Wohngemeinde gewandelt. Viele Erwerbstätige sind deshalb Wegpendler, die in den größeren Ortschaften der Umgebung ihrer Arbeit nachgehen.
Die Ortschaft liegt abseits der größeren Durchgangsachsen an einer Departementsstraße, die von Vitrey-sur-Mance nach Membrey führt. Weitere Straßenverbindungen bestehen mit Montigny-lès-Cherlieu, Ouge und La Quarte.